# 민중건오연맹
민중건오연맹(중국어: 民眾建澳聯盟, 포르투갈어: Aliança de Povo de Instituição de Macau)는 마카오의 정당이다.